# Festuca forrestii
Festuca forrestii là một loài thực vật có hoa trong họ Hòa thảo. Loài này được St.-Yves mô tả khoa học đầu tiên năm 1927. Không có phân loại nào được liệt kê trong Danh mục Sự Sống